# Hideaki Sorachi
 (décembre 2014).
Si vous disposez d'ouvrages ou d'articles de référence ou si vous connaissez des sites web de qualité traitant du thème abordé ici, merci de compléter l'article en donnant les références utiles à sa vérifiabilité et en les liant à la section « Notes et références ».
空知 英秋
Œuvres principales
Gintama
Hideaki Sorachi (空知英秋, Sorachi Hideaki), né le 25 mai 1979, est un mangaka japonais, notamment connu pour son œuvre Gintama.

## Biographie
Hideaki Sorachi commence à s'intéresser aux mangas dès l'enfance. Il montre son premier travail à son père qui en a très vite ri, après quoi Sorachi a décidé d'oublier temporairement l'idée de devenir mangaka[réf. nécessaire].
Après avoir reçu son diplôme, il cherche du travail sans trouver. Il revient a sa première passion, le manga, et créé son premier one shot, Dandilion. Il progresse jusqu'à la création de Gintama, qui deviendra par la suite un succès, faisant partie des meilleures ventes de mangas au Japon.
En 2003, son éditeur essaye de le convaincre de créer une nouvelle série en vue d'un nouveau programme TV sur le Shinsengumi qui serait diffusé l'année suivante. L'idée originale de Sorachi était de créer une œuvre inspirée de Harry Potter avec une école de sorciers comme élément principal du manga. Après plusieurs arguments, il accepte de faire un essai mais finit par y renoncer. Il prendra la base du script et le détournera pour en faire une série humoristique pseudo-historique Gintama. Après 15 ans et demi de travail dessus, Sorachi publie le dernier chapitre du manga en juin 2019. Le manga est donc conclut avec un total de 704 chapitres répartis en 77 tomes.

## Œuvres principales
- Bankara-san ga tooru (one-shot)
- Dandilion (one-shot)
- Shirokuro (one-shot)
- 2003-2019 : Gintama
- 2008 : 13 (one-shot)